# Les Jeunes Chevaliers Jedi
Les Jeunes Chevaliers Jedi (titre original : Young Jedi Knights) est une série de quatorze romans jeunesse exploitant les éléments de l'univers étendu de Star Wars Légendes, entre l'an 22 et l'an 24 après la bataille de Yavin.
Cette série relate les aventures de quatre jeunes élèves de l'académie Jedi de Luke Skywalker : les jumeaux Solo, Jacen et Jaina, Lowbacca et Tenel Ka. Tous les romans ont été coécrits par Kevin J. Anderson et son épouse Rebecca Moesta ; ils ont été édités en France par les éditions Pocket Jeunesse dans leur collection Pocket Junior.

## Résumé
Sur Coruscant, Jacen et Jaina savourent les joies des vacances, quand ils rencontrent un de leurs « vieux » amis, Zekk. Le garçon vit dans les rues avec l'insouciance de l'adolescence. Face aux jumeaux, il se sent un peu « sale gosse ». En fait, son potentiel énorme fascine une entité maléfique, un monstre qui sait attirer à lui ceux qui n'ont plus rien à perdre.
Luke Skywalker n'est pas homme à précipiter les choses. Et pourtant, que faire quand la pression de l'ennemi devient insupportable ? À contre cœur, le Maître décide d'accélérer la formation de ses étudiants. Sommés de fabriquer leurs sabrolasers, les jeunes Chevaliers vont devoir faire preuve d'ingéniosité et de maturité.

## Chronologie
1. Les Enfants de la Force (Heirs of the Force) - 22 ap. BY.
2. Les Cadets de l'ombre (Shadow Academy) - 22 ap. BY.
3. Génération perdue (The Lost Ones) - 22 ap. BY.
4. Les Sabres de lumière (Lightsabers) - 22 ap. BY.
5. Le Chevalier de la nuit (Darkest Knight) - 22 ap. BY.
6. Les Jedi assiégés (Jedi Under Siege) - 22 ap. BY.
7. Le Cœur d'Alderaan (Shards of Alderaan) - 23 ap. BY.
8. L'Alliance de la diversité (Diversity Alliance) - 23 ap. BY.
9. Illusions de grandeur (Delusions of Grandeur) - 23 ap. BY.
10. L'Honneur et l'Amitié (Jedi Bounty) - 23 ap. BY.
11. L'Arme secrète de l'Empereur (The Emperor's Plague) - 23 ap. BY.
12. La Vengeance du soleil noir (Return to Ord Mantell) - 24 ap. BY.
13. Piège sur la cité des nuages (Trouble on Cloud City) - 24 ap. BY.
14. La Crise (Crisis at Crystal Reef) - 24 ap. BY.

## Les Enfants de la Force
Les Enfants de la Force est publié sous son titre original, Heirs of the Force, aux États-Unis par Boulevard Books le 1er juin 1995,. Il est traduit en français par Isabelle Troin et publié par les éditions Pocket Jeunesse le 1er mars 1997, avec alors 187 pages,.

## Les Cadets de l'ombre
Les Cadets de l'ombre est publié sous son titre original, Shadow Academy, aux États-Unis par Boulevard Books le 1er septembre 1995,. Il est traduit en français par Rosalie Guillaume et publié par les éditions Pocket Jeunesse le 1er mars 1997, avec alors 214 pages,.

## Génération perdue
Génération perdue est publié sous son titre original, The Lost Ones, aux États-Unis par Boulevard Books le 1er octobre 1995,. Il est traduit en français par Mireille Storm et publié par les éditions Pocket Jeunesse le 1er mars 1997, avec alors 185 pages,.

## Les Sabres de lumière
Les Sabres de lumière est publié sous son titre original, Lightsabers, aux États-Unis par Boulevard Books le 1er mars 1996,. Il est traduit en français par Rosalie Guillaume et publié par les éditions Pocket Jeunesse le 15 avril 1998, avec alors 217 pages,.

## Le Chevalier de la nuit
Le Chevalier de la nuit est publié sous son titre original, Darkest Knight, aux États-Unis par Boulevard Books le 1er juin 1996,. Il est traduit en français par Rosalie Guillaume et publié par les éditions Pocket Jeunesse le 15 avril 1998, avec alors 185 pages,.

## Les Jedi assiégés
Les Jedi assiégés est publié sous son titre original, Jedi Under Siege, aux États-Unis par Boulevard Books le 1er septembre 1996,. Il est traduit en français par Rosalie Guillaume et publié par les éditions Pocket Jeunesse le 15 avril 1998, avec alors 185 pages,.

## Le Cœur d'Alderaan
Le Cœur d'Alderaan est publié sous son titre original, Shards of Alderaan, aux États-Unis par Boulevard Books le 1er janvier 1997,. Il est traduit en français par Isabelle Troin et publié par les éditions Pocket Jeunesse le 18 mars 1999, avec alors 179 pages,.

## L'Alliance de la diversité
L'Alliance de la diversité est publié sous son titre original, Diversity Alliance, aux États-Unis par Boulevard Books le 1er avril 1997,. Il est traduit en français par Isabelle Troin et publié par les éditions Pocket Jeunesse le 1er juillet 1999, avec alors 176 pages,.

## Illusions de grandeur
Illusions de grandeur est publié sous son titre original, Delusions of Grandeur, aux États-Unis par Boulevard Books le 1er juillet 1997,. Il est traduit en français par Isabelle Troin et publié par les éditions Pocket Jeunesse le 1er juillet 1999, avec alors 198 pages,.

## L'Honneur et l'Amitié
L'Honneur et l'Amitié est publié sous son titre original, Jedi Bounty, aux États-Unis par Boulevard Books le 1er octobre 1997,. Il est traduit en français par Isabelle Troin et publié par les éditions Pocket Jeunesse le 17 février 2000, avec alors 191 pages,.

## L'Arme secrète de l'Empereur
L'Arme secrète de l'Empereur est publié sous son titre original, The Emperor's Plague, aux États-Unis par Boulevard Books le 1er janvier 1998,. Il est traduit en français par Isabelle Troin et publié par les éditions Pocket Jeunesse le 22 juin 2000, avec alors 193 pages,.

## La Vengeance du soleil noir
La Vengeance du soleil noir est publié sous son titre original, Return to Ord Mantell, aux États-Unis par Boulevard Books le 1er mai 1998,. Il est traduit en français par Isabelle Troin et publié par les éditions Pocket Jeunesse le 21 septembre 2000, avec alors 173 pages,.

## Piège sur la cité des nuages
Piège sur la cité des nuages est publié sous son titre original, Trouble on Cloud City, aux États-Unis par Boulevard Books le 1er août 1998,. Il est traduit en français par Isabelle Troin et publié par les éditions Pocket Jeunesse le 19 octobre 2000, avec alors 172 pages,.

## La Crise
La Crise est publié sous son titre original, Crisis at Crystal Reef, aux États-Unis par Boulevard Books le 1er décembre 1998,. Il est traduit en français par Isabelle Troin et publié par les éditions Pocket Jeunesse le 16 novembre 2000, avec alors 178 pages,.